# Emil Rudolf Greulich
Emil Rudolf Greulich (* 6. Oktober 1909 in Berlin; † 31. August 2005 in Berlin-Bohnsdorf; meist: E. R. Greulich, auch unter dem Pseudonym Erge) war ein deutscher Schriftsteller.

## Leben

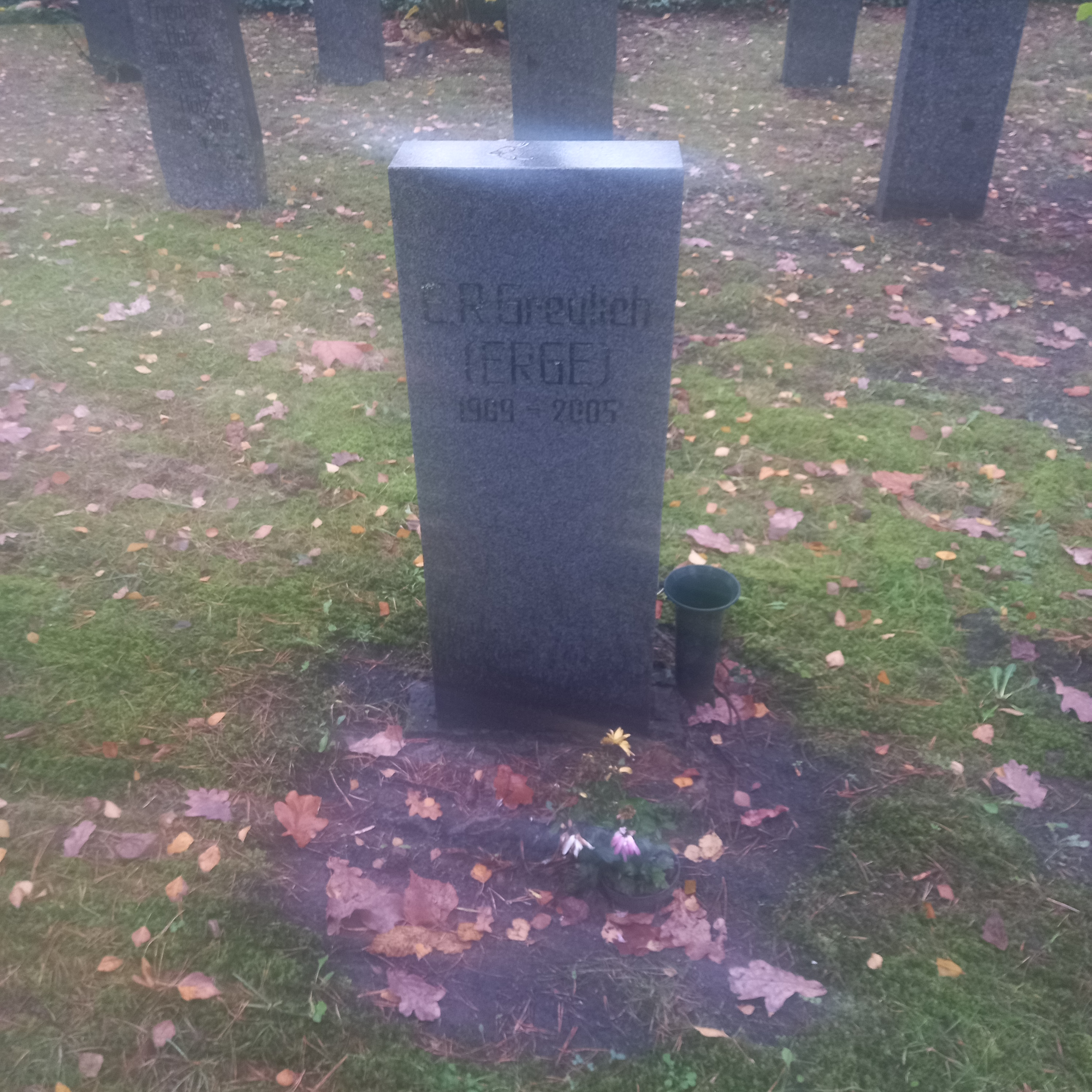
Das Grab von Emil Rudolf Greulich auf dem Friedhof Adlershof in Berlin

Greulich war der Sohn eines Schriftgießers. Er besuchte die Volksschule und erlernte von 1924 bis 1928 den Beruf des Schriftsetzers und arbeitete dann in der Reichsdruckerei. Er beteiligte sich an der proletarischen Jugendbewegung. Er ging dann auf Wanderschaft durch Deutschland und die Schweiz. Nach der Rückkehr wurde er in der Reichsdruckerei wegen der Teilnahme an einer Mai-Feier gemaßregelt. 1927 trat er in die KPD ein, hatte Funktionen als Polit- und Agitpropleiter und arbeitete als Setzer bei der KPD-Zeitung Die Rote Fahne. Im Jahr 1930 begab er sich auf Wanderschaft durch Holland, Belgien, Frankreich, die Schweiz und Spanien.
Nach 1933 leistete er illegale Arbeit und wurde 1939 von der Gestapo verhaftet. 1940 wurde er wegen Vorbereitung zum Hochverrat zu zwei Jahren und sechs Monaten Gefängnis verurteilt und 1942 in die Strafdivision 999 zum Kriegsdienst geschickt. In Tunis geriet er 1943 in amerikanische Kriegsgefangenschaft und wurde in die USA gebracht, wo er an der antifaschistischen Kriegsgefangenenzeitschrift PW. Halbmonatsblatt Deutscher Kriegsgefangener mitarbeitete.
Greulich kehrte 1946 nach Deutschland zurück und wurde Mitglied der SED. Er war zunächst Korrektor, dann Redakteur in Ost-Berlin und gehörte zu den Mitbegründern des Deutschen Presse- und des Deutschen Schriftstellerverbandes der DDR, in dessen Rechtskommission er tätig war. Von 1948 bis 1949 war er Direktor des Berliner Kabaretts Frischer Wind. Seit 1949 war er freischaffender Schriftsteller in Ost-Berlin. 1953 gehörte er zur Gründungsredaktion der Zeitschrift Wochenpost.
Greulich lebte in Berlin-Bohnsdorf. Sein Grab befindet sich auf dem Friedhof Berlin-Adlershof.
Sein Nachlass befindet sich im Literaturarchiv der Berliner Akademie der Künste.

## Auszeichnungen
- 1961 Preis des Ministeriums für Kultur zur Förderung der Kinder- und Jugendliteratur
- 1965 Vaterländischer Verdienstorden in Bronze
- 1968 Goethepreis der Stadt Berlin
- 1969 Vaterländischer Verdienstorden in Silber
- 1971 Kunstpreis der FDJ
- 1979 Vaterländischer Verdienstorden in Gold
- 1984 Ehrenspange zum Vaterländischen Verdienstorden in Gold
- 1988 Kunstpreis des FDGB für Des Kaisers Waisenknabe

## Werke
- Lippenehr 120. Chronik eines Berliner Hauses. Lied der Zeit, Berlin 1948, DNB 573547939.
- Der häßliche Engel. Mit Holzschnitten von Robert Kuhn. Lied der Zeit, Berlin 1948, DNB 451656873.
- Zum Heldentod begnadigt. Mit einem Nachwort von Walter Kolbenhoff. Lied der Zeit, Berlin 1949, DNB 573548072.
- Professor Wankels Odyssee. Ein Spiel aus den Irrgängen der Buchproduktion in 9 Stationen. Verlag Neues Leben, Berlin 1949, DNB 363796967.
- Das geheime Tagebuch. Verlag Neues Leben, Berlin 1951, DNB 573547963.
- Wurzelpeter. Märchenspiel. Henschelverlag, Berlin 1952, DNB 573548064.
- Berlin nich kleen zu kriejen. Geschichten an, auf, hinter, in und über Deutschlands Hauptstadt. Mit Illustrationen von Herbert Prüget. Das Neue Berlin, Berlin 1952, DNB 451656865.
- Sturm auf das Winterpalais. Material zur Durchführung von Heimabenden in den Gruppen der Freien Deutschen Jugend. Verlag Junge Welt, Berlin 1951, OCLC 918080712.
- Robinson spielt König. Abenteuerroman. Verlag Neues Leben, Berlin 1953, DNB 573547955.
- Kuba. Verlag Neues Leben, Berlin 1953, DNB 573547920.
- Der Totspieler (= Das neue Abenteuer. Band 32). Verlag Neues Leben, Berlin 1954, DNB 363797025.
- Greif greift ein. Episoden aus dem Leben eines Fährtenhundes der Volkspolizei, frei nach dem gleichnamigen Taschenbericht in der „Neuen Berliner Illustrierten“ (= Das neue Abenteuer. Band 41). Verlag Neues Leben, Berlin 1954, DNB 363796940.
- Der Untergang der „Golden Arrow“ (= Das neue Abenteuer. Band 55). Verlag Neues Leben, Berlin 1955, DNB 363797033.
- Das Geheimnis der Rotomaten (= Das neue Abenteuer. Band 63). Verlag Neues Leben, Berlin 1955, DNB 363796924.
- Warum starb Ölkönig Dellarada? Mit Illustrationen von Klaus Poche. Verlag des Ministeriums für Nationale Verteidigung, Berlin 1956, DNB 363797041.
- Seidenfaden gegen Henkerstrick (= Das neue Abenteuer. Band 95). Verlag Neues Leben, Berlin 1956, DNB 363797009.
- Die glücklichen Verlierer. Mit Illustrationen von Gerhard Vontra. Verlag Neues Leben, Berlin 1956, DNB 573548056.
- Tarzans Glück und Ende. Mit Illustrationen von Karl Fischer (= Das neue Abenteuer. Band 118). Verlag Neues Leben, Berlin 1957, DNB 363796932.
- Die Pyrenäen, die Señoritas und die Eselchen. Spanienfahrt 1930. Mit Illustrationen von Herbert Wohlert. Verlag Neues Leben, Berlin 1957, DNB 451656954.
- Die schwarze 13. Mit Illustrationen von Wolfgang Würfel (= Das neue Abenteuer. Band 130). Verlag Neues Leben, Berlin 1958, DNB 363796916.
- Rätsel um den Grauen. Mit Illustrationen von Werner Kulle (= Das neue Abenteuer. Band 148). Verlag Neues Leben, Berlin 1958, DNB 450007421.
- Gesicht einer Stadt. Gedichte über Berlin. Mit Günther Deicke. Illustrationen von Horst Bartsch. Das Neue Berlin, Berlin 1959, DNB 450889831.
- Verdacht gegen M (= Das neue Abenteuer. Band 160). Verlag Neues Leben, Berlin 1959, DNB 450007553.
- Der Schwur des Anton Born (= Das neue Abenteuer. Band 180). Verlag Neues Leben, Berlin 1960, DNB 450007782.
- Keiner wird als Held geboren. Ein Lebensbild aus dem deutschen Widerstand (aus dem Leben des kommunistischen Widerstandskämpfers Anton Saefkow). Verlag Neues Leben, Berlin 1961, DNB 451656903.
- Der verpatzte Krieg. Mit Illustrationen von Karl Fischer. Kinderbuchverlag, Berlin 1961, DNB 451656938.
- Der durchlöcherte Himmel. Anekdoten. Mit Illustrationen von Werner Klemke. Das Neue Berlin, Berlin 1962, DNB 451656881.
- Gleichberechtigung und Zahnsalat. Mit Illustrationen von Henry Büttner. Eulenspiegel-Verlag, Berlin 1962, DNB 364196599.
- Anreuth, Zelle 211 (= Das neue Abenteuer. Band 209). Verlag Neues Leben, Berlin 1963, DNB 450008118.
- ... und nicht auf den Knien. Roman vom streitbaren Leben des Artur Becker. Verlag Neues Leben, Berlin 1964, DNB 451656989.
- Bis zum letzten Atemzug (= Das neue Abenteuer. Band 225). Verlag Neues Leben, Berlin 1964, DNB 450008282.
- Amerikanische Odyssee. Deutscher Militärverlag, Berlin 1965, DNB 451656946.
- Alibi gegen Herrn Stein (= Das neue Abenteuer. Band 250). Verlag Neues Leben, Berlin 1966, DNB 457679042.
- Tamtam um die Geisterburg. Mit Illustrationen von Heinz Rodewald. Kinderbuchverlag, Berlin 1968, DNB 57354798X.
- Mit Mut und List. Mit Illustrationen von Werner Ruhner. Verlag Neues Leben, Berlin 1969, DNB 456801081.
- Die Gangster und der Grindige. Deutscher Militärverlag, Berlin 1968, DNB 457575956.
- Bevor Manuela kam. Deutscher Militärverlag, Berlin 1969, DNB 456574433.
- Manuela. Erzählungen. Deutscher Militärverlag, Berlin 1970, DNB 456801073.
- Der Prozeß findet nicht statt. Erzählungen aus dem Leben der Familie Karl Liebknechts. Mit Illustrationen von Ladislaus Elischer (= Das neue Abenteuer. Band 307). Verlag Neues Leben, Berlin 1971, DNB 363796975.
- Der anonyme Brief. Ein Liebknecht-Roman. Verlag Neues Leben, Berlin 1971, DNB 456801065.
- Denise und das Prinzip. Deutscher Militärverlag, Berlin 1971, DNB 740472747.
- Die deftige Jungfrau und 99 andere Anekdoten. Eulenspiegel-Verlag, Berlin 1972, DNB 730320316.
- Insel des Verderbens. Abenteuerroman. Verlag Neues Leben, Berlin 1974, DNB 750067462.
- Die Unschuld der Venus und andere Anekdoten aus aller Welt. Mit Illustrationen von Ruth Kotsch. Verlag Neues Leben, Berlin 1974, DNB 740560441.
- Wintergefecht. Frei gestaltet nach einer Episode aus dem Leben Theo Neubauers. Militärverlag der DDR, Berlin 1975, DNB 750511478.
- Der Ochs im Dom. Anekdoten. Eulenspiegel-Verlag, Berlin 1976, DNB 790092727.
- Liebe auf den elften Blick, Ergetzliche Geschichten aus 2 Jahrzehnten. Eulenspiegel-Verlag, Berlin 1979, DNB 800174674.
- Die Verbannten von Neukaledonien. Verlag Neues Leben, Berlin 1979, DNB 800464907.
- Der Pudel, der nicht Mephisto war. Anekdoten und Aphorismen. Verlag Neues Leben, Berlin 1979, DNB 800490258.
- Amor im Glashaus. Anekdoten und Aphorismen. Verlag Neues Leben, Berlin 1983, DNB 840119453.
- Emil Rudolf Greulich: Hinter vorgehaltener Hand. Anekdoten und Aphorismen aus 2 Jahrzehnten. Mit Illustrationen von Harald Kretzschmar. Verlag Neues Leben, Berlin 1984, DNB 841017336.
- Des Kaisers Waisenknabe. Verlag Neues Leben, Berlin 1987, ISBN 3-355-00120-1.
- Ammenmärchen und Hetärenträume. Verlag Neues Leben, Berlin 1989, ISBN 3-355-00822-2.
- Des Waisenknaben Sturm und Drang. NoRa, Berlin 2002, ISBN 3-935445-69-5.

## Herausgeberschaft
- Freundschaft siegt! Berlin 1952.
- mit Günther Deicke: Gesicht einer Stadt. Berlin 1959.